# Gare de Langeais
Gare de Langeais vasútállomás Franciaországban, Langeais településen.

## Vasútvonalak
Az állomást az alábbi vasútvonalak érintik:
- Tours–Saint-Nazaire-vasútvonal

## Kapcsolódó állomások
A vasútállomáshoz az alábbi állomások vannak a legközelebb:
- Gare de Cinq-Mars-la-Pile (Gare de Tours, Tours–Saint-Nazaire-vasútvonal)
- Gare de Saint-Patrice (Gare de Saint-Nazaire, Tours–Saint-Nazaire-vasútvonal)